# Сулейманов, Ниджат Заур оглы
Ниджат Заур оглы Сулейманов (азерб. Nicat Zaur oğlu Süleymanov; род. 15 ноября 1998, Азербайджан) — азербайджанский футболист. Полузащитник. Выступает за «Кяпаз».

## Карьера
Родился 15 ноября 1998 года.
Являлся членом сборных Азербайджана до 17, до 20 и до 21 года.
С лета 2021 года выступает за «Кяпаз». Выступал с командой в Первом дивизионе и чемпионате Азербайджана.
Сезон 2023/2024 провёл в «Араз-Нахчыван».
5 июля 2024 года вновь подписал контракт с «Кяпазом».